# Pannonia Express
Pannonia Express è una relazione ferroviaria tra Berlino e Bucarest via Budapest-Arad istituita nel 1958 e tuttora operativa tra Bucarest e Praga.
Nel corso della sua esistenza la relazione è stata, di volta in volta, limitata a Vienna e Monaco di Baviera.
In composizione sono previste vetture dirette da altre città dell'Europa Centro-Orientale: 
1. Košice-Bucarest Nord
2. Cracovia-Bucarest Nord